# José Manuel Moreno
José Manuel Moreno, född den 7 maj 1969 i Amsterdam, Nederländerna, är en spansk tävlingscyklist som tog OS-guld i kilometerloppet vid olympiska sommarspelen 1992 i Barcelona.